# NGC 94-1

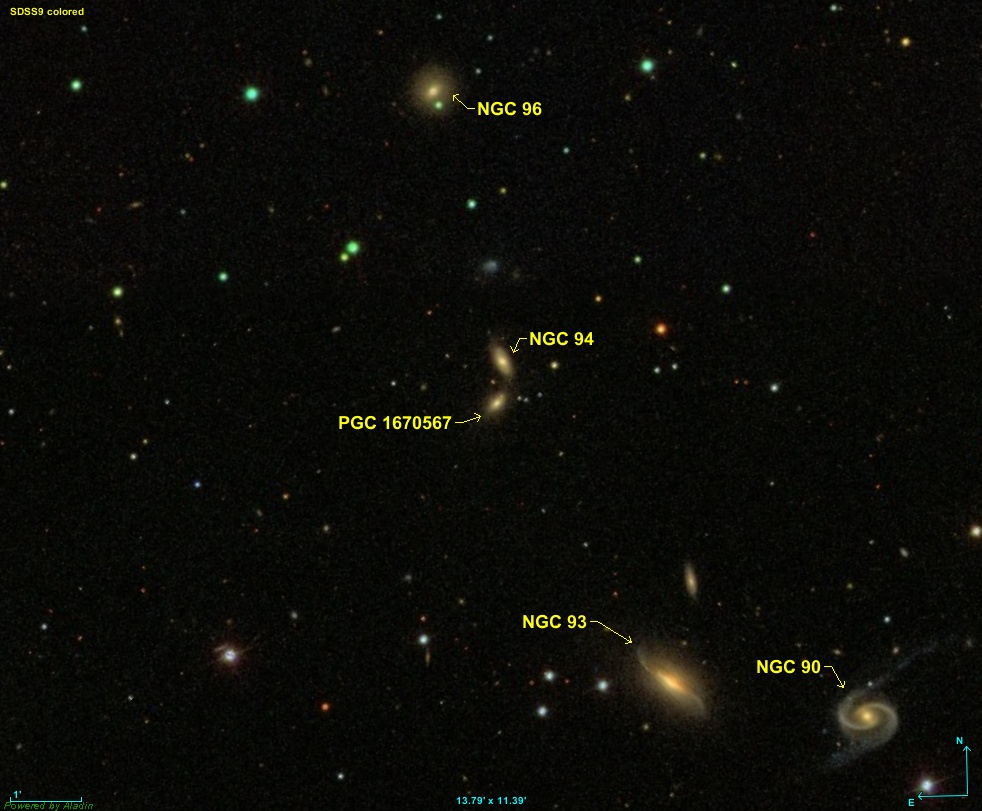
NGC 94

NGC 94-1(ZWG 479.17, PGC 1423)是仙女座的一個星系。星等為14.6，赤經為22分13.6秒，赤緯為+22°29'0"。在1884年11月14日首次被纪尧姆·比古尔丹發現。

## 外部連結
- NGC 94-1
- NGC 94-1
- http://www.ngcic.org/steinicke/（页面存档备份，存于）